# Comuna Kobzarivka, Zboriv
Kobzarivka (în ucraineană Кобзарівка) este o comună în raionul Zboriv, regiunea Ternopil, Ucraina, formată din satele Kobzarivka (reședința) și Vertelka.

## Demografie
Componența lingvistică a comunei Kobzarivka
     Ucraineană (99,74%)
     Alte limbi (0,26%)
Conform recensământului din 2001, majoritatea populației comunei Kobzarivka era vorbitoare de ucraineană (99,74%), existând în minoritate și vorbitori de alte limbi.